# Anima Mundi
Anima Mundi är det svenska power metal-bandet Dionysus andra studioalbum, utgivet i januari 2004 på AFM Records och i Japan på Avalon månaden därpå.
Texten till "Bringer of War" är skriven av Joacim Cans (Hammerfall).

## Låtlista
1. "Divine" – 4:10
2. "Bringer of War" – 5:06
3. "Anima Mundi" – 3:33
4. "My Heart Is Crying" – 5:01
5. "March for Freedom" – 6:05
6. "What" – 5:16
7. "Eyes of the World" – 5:38
8. "Forever More" – 4:53
9. "Paradise Land" – 4:50
10. "Closer to the Sun" – 3:17
11. "Holy War" (pre-production 2001) – 5:28

Bonusspår på den japanska utgåvan
1. "Pouring Rain" (Demo version) – 4:52
2. "Key into the Past" (Demo version) – 5:19

## Medverkande
Musiker
- Olaf Hayer – sång
- Johnny Öhlin – gitarr
- Magnus "Nobby" Noberg – basgitarr
- Kaspar Dahlqvist – keyboard
- Ronny Milianowicz – trummor

Bidragande musiker
- Jens Bogren – bakgrundssång
- Anders Wallberg – bakgrundssång
- Tobbe Lundgren – bakgrundssång
- Ulf Bejstam – bakgrundssång

Produktion
- Jens Bogren – producent, inspelningstekniker, mixning
- Andy Allendörfer – producent
- Nils Wasko – producent
- Nobby Noberg – inspelningstekniker (sologitarr, keyboard)
- Henrik Johnsson – mastering
- Derek Gores – omslagskonst